# Myotis auriculus
Myotis auriculus là một loài động vật có vú trong họ Dơi muỗi, bộ Dơi. Loài này được Baker & Stains mô tả năm 1955.